# Gaistal

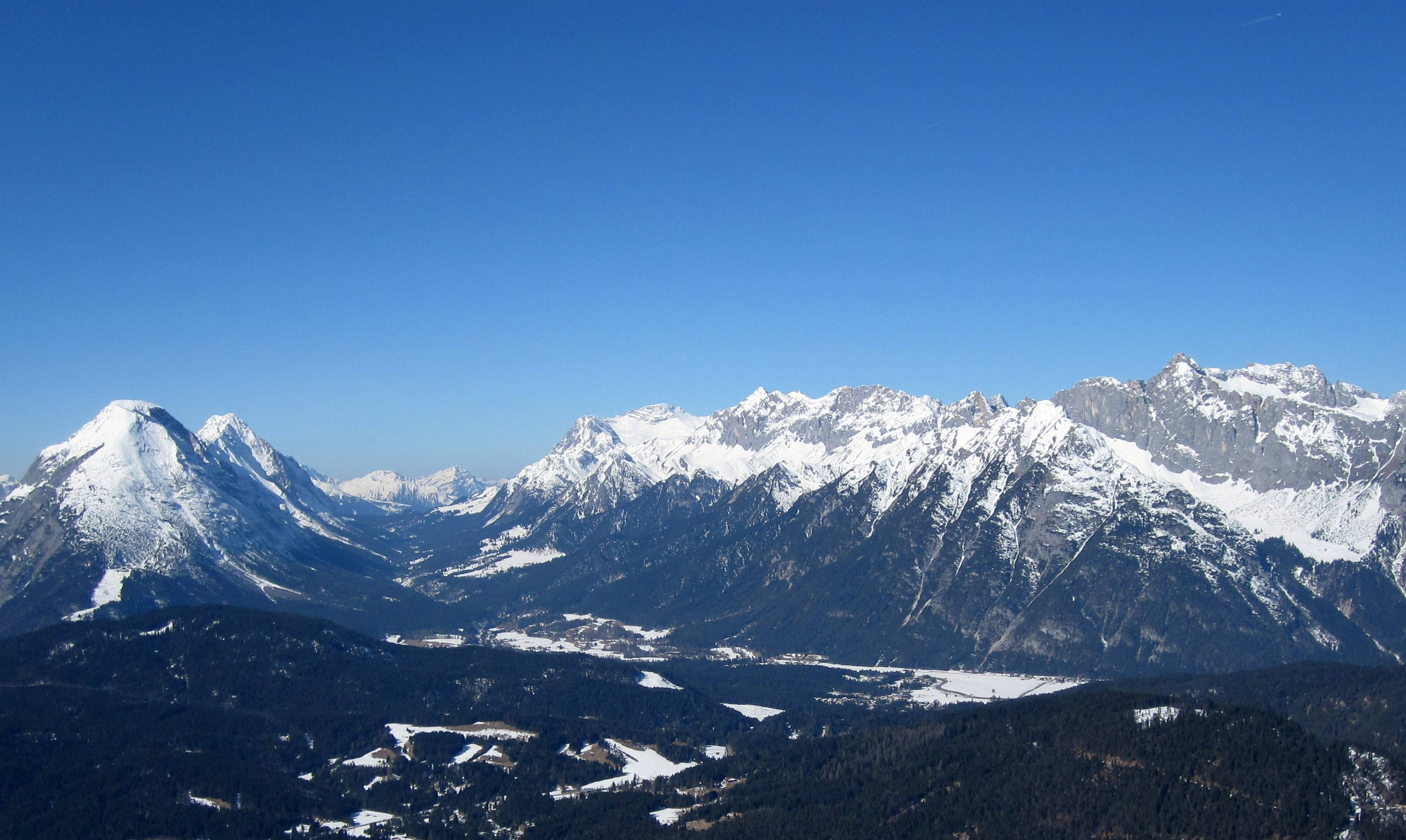
Mieminger Kette, Gaistal und Wettersteinmassiv (im Hintergrund Gartnerwand und Thaneller)

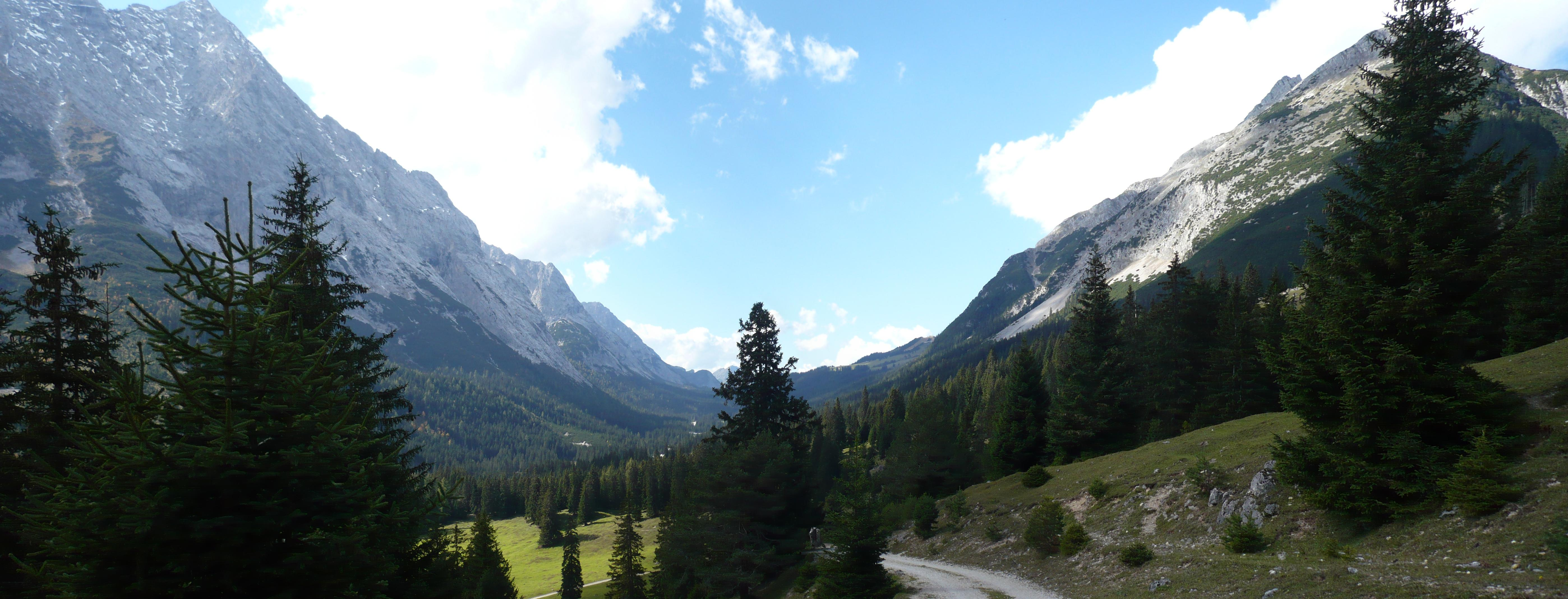
Gaistal bei Leutasch in westlicher Richtung

Das Gaistal liegt in Tirol (Österreich) und trennt das Wettersteingebirge im Norden vom Mieminger Gebirge im Süden.
Es beginnt etwa 5 km östlich von Ehrwald und erstreckt sich bis in die Leutasch. Das für den Autoverkehr gesperrte Tal wird beiderseits von einer Reihe bekannter Berge flankiert (Hohe Munde, Hochwanner, Predigtstuhl, Hochplattig, Ehrwalder Sonnenspitze und andere). Ein großer Wandererparkplatz im östlichen Randbereich des Gaistals kann von Leutasch aus über eine Mautstraße mit dem Auto oder dem Linienbus erreicht werden.
Der obere, westliche Talabschluss liegt im Ehrwalder Gemeindegebiet (Ehrwalder Sattel). Hier befindet sich der Igelsee, in dessen Nähe die Leutascher Ache entspringt, die das gesamte Tal nach Osten in Richtung Leutasch durchfließt und schließlich in Mittenwald in die Isar mündet. Östlich des Igelsees liegt ein Abschnitt im Mieminger und Wildermieminger Gemeindegebiet (beide Orte selbst liegen südlich der Mieminger Kette, zum Inntal hin). Weiter östlich gehört das Gaistal zur Gemeinde Leutasch.
Das Gaistal wird touristisch vermarktet als „Almenparadies“: Von Leutasch aus liegen 12 Almen, Hochalmen und Schutzhütten innerhalb eines Tagesmarsches. Literarisch wurde das Gaistal vom Heimatschriftsteller Ludwig Ganghofer beschrieben, zum Beispiel im Roman Das Schweigen im Walde von 1899. Das im Gaistal gelegene Jagdhaus von Ganghofer ist bis heute erhalten und liegt in unmittelbarer Nähe der Tillfußalm. Dort entstanden zahlreiche Romane Ganghofers.
Das Gaistal ist ein beliebtes Mountainbike- und Wandergebiet.

## Geschichte
Das Gaistal wird bereits in den Jahren 1073–1078 in einer Aufzeichnung des Hochstifts Freising über den Grenzverlauf im Werdenfelser Land als Geizzital genannt.